# Milan Zyka
Milan Zyka (nascido em 30 de agosto de 1947) é um ex-ciclista olímpico tchecoslovaco. Representou sua nação nos Jogos Olímpicos de Verão de 1972, na prove de perseguição por equipes.